# 甘振
甘振（1466年—？），字大聲，廣西潯州府桂平縣人，民籍，明朝政治人物。

## 生平
廣西鄉試第二名舉人。弘治九年（1496年）中式丙辰科會試第七十一名，二甲第三十名進士。

## 家族
曾祖甘摯，教授；祖父甘時熙；父甘弘濬，母彭氏。慈侍下。